# Céline Marie Tabary
Céline Marie Tabary (* 29. Juli 1908 in Vermelles, Frankreich; † 23. Mai 1993 in Saint-Dié-des-Vosges, Frankreich) war eine französische Malerin und Hochschullehrerin. Sie war Professorin für Kunst an der Howard University und setzte sich für afroamerikanische Kunst ein.

## Leben und Werk
Tabary war die Tochter eines Architekten und interessierte sich schon früh für Zeichnen und Malen. 1937 besuchte sie die Académie Chauler Beat-Ozeel in Lille und setzte von 1937 bis 1938 ihr Studium an der Académie Julian in Paris fort.
Sie malte im impressionistischen Stil und malte Landschaften und Cafészenen in Frankreich. Während ihres Aufenthalts in Paris lernte sie 1937 die afroamerikanische Künstlerin Lois Mailou Jones kennen, mit der sie zeitlebens befreundet blieb. In Paris studierten beide bei dem postimpressionistischen Maler Emil Bernard, der Vincent van Gogh gekannt hatte. 1938 und 1939 stellte Tabary im Salon des Artistes Français in Paris aus. Für einige ihrer Landschaftswerke arbeitete sie auch mit den französischen Künstlern Paul Eschbach und Maurice Décamps zusammen.
Im Dezember 1938 verließ Tabary Frankreich, um Jones in den Vereinigten Staaten zu besuchen. Mit dem Ausbruch des Zweiten Weltkriegs in Europa konnte Tabary das Land nicht verlassen und lebte die nächsten sieben Jahre in den Vereinigten Staaten. Hier malte sie weiterhin Landschaften und Stadtszenen, darunter eine Reihe impressionistischer Gemälde von Neuengland und Georgetown.
Zusammen mit Jones erteilte Tabary am Samstagmorgen Kunstunterricht für Kinder. Die beiden gründeten auch The Little Paris Studio, eine Gruppe von Künstlern, zu der auch Alma Woodsey Thomas gehörte. Die Gruppe bot afroamerikanischen Künstlern Möglichkeiten zur künstlerischen Entwicklung und für Ausstellungen.
1941 trug Tabary ein Gemälde von Jones für einen Wettbewerb in der Corcoran Gallery ein, da Afroamerikanern keine Teilnahme möglich war. Jones gewann für dieses Gemälde den Robert Woods Bliss Award und Tabary sorgte dafür, dass Jones die Auszeichnung erhielt, ohne dass jemand erfuhr, dass Jones Afroamerikanerin war. 1994 entschuldigte sich die Corcoran Gallery of Art öffentlich bei Jones bei der Eröffnung ihrer eigenen Ausstellung.
Tabary wurde 1945 an die Kunstfakultät der Howard University berufen, wo sie Zeichnen und Malen unterrichtete.
1944 wurde Tabary der Landschaftspreis des Nationalmuseums verliehen.
Nach Kriegsende blieb sie in Washington, D.C. und reiste jeden Sommer nach Frankreich, um die Landschaft ihrer Heimat zu malen.
Sie hatte Ausstellungen unter anderem im Salon des Artistes Français in Paris, im Institute of Modern Art in Boston, im National Academy Museum and School, in der Barnett-Aden Gallery in Washington, D.C., und an der Howard University. Sie zeigte ihre Arbeiten auch in der Corcoran Gallery und der Whyte Gallery.
Sie war Mitglied in dem Washington Watercolour Club, der Washington Society of Artists und der Artists Guild of Washington in den Vereinigten Staaten sowie der Societe des Artistes Lillois in Frankreich.
Ihre letzten Lebensjahre verbrachte Tabary in Frankreich, wo sie 1993 im Alter von 84 Jahren starb.

## Gemälde (Auswahl)
- 1950: Terrasse de Café
- 1950: Cabris, France
- Gladiolas in white vase with books
- 1949: Portrait of the artist Loïs Mailou Jones
- Old Cemetery – Artois, France